# Агріппін Александрійський
Агріппін Александрійський (...— 12 лютого 178) — десятий папа і патріарх Александрійський.

## Біографія
Єпископ Агріппін був обраний Патріархом народом і духовенством Александрії, коли помер папа Келадіон.
Згідно з коптською традицією, Анба Агріппін не мав жодного срібла чи золота, за винятком того, що задовольняло його основні особисті потреби. 
Агріппін помер після 12-річного правління.

## Вшанування
Вшановується на 5-й день Мешира в коптському синаксаріі.